# Liste der Schulen in Herford
Die Liste der Schulen in Herford führt Schulen in der ostwestfälischen Kreisstadt Herford auf.
Die Stadt verfügt über zwölf Grundschulen, drei Realschulen, drei Gymnasien, eine Gesamtschule, eine Förderschule, sieben Berufskollegs, drei Musikschulen, eine Volkshochschule und weitere Ausbildungsstätten. Im Dezember 2022 wurden knapp 7400 Schüler an den Grund- und weiterführenden Schulen unterrichtet. Da die Anzahl der Hochschuleinrichtung überschaubar ist, sind diese zur Information ebenfalls aufgeführt.
Fehlende Angaben sind nicht bekannt.

## Legende
- Name: Name der Schule oder Hochschule
- Namensherkunft: Namensgeber/Herkunft des Namens der Schule
- Jahr: Gründungsjahr bzw. Zeitraum, in dem die Schule bestand
- Schulform: Grundschule, Bürgerschule, Volksschule, Förderschule, Hauptschule, Realschule, Gymnasium, Gesamtschule, Berufskolleg, Fachschule, Volkshochschule, Erwachsenenbildungsstätte
- Hochschulform: Universität, Hochschule, Fachhochschule
- Träger der Schule oder Hochschule: Stadt Herford, Kreis Herford …
- Schüler: Anzahl der Schüler
- Studierende: Anzahl der Studierenden
- Stadtteil, Adresse: Stadtteil und ggf. Stadtbereich, in dem die Schule oder Hochschule liegt mit Straße und Hausnummer

## Grundschulen
| Name                           | Namensherkunft     | Jahr | Schulform   | Träger                                              | Schüler                | Stadtteil Adresse                                 | Bild |
| ------------------------------ | ------------------ | ---- | ----------- | --------------------------------------------------- | ---------------------- | ------------------------------------------------- | ---- |
| Grundschule Altensenne         | Altensenner Weg    |      | Grundschule | Stadt Herford                                       | 147 (Stand 2020)       | Altstädter Feldmark Elverdisser Straße 198        |      |
| Grundschule Eickum             | Eickum             | 1755 | Grundschule | Stadt Herford                                       | knapp 200 (Stand 2023) | Eickum Stedefreunder Straße 48                    |      |
| Grundschule Elverdissen        | Elverdissen        |      | Grundschule | Stadt Herford                                       | 190 (Stand 2020)       | Elverdissen Schulstraße 30                        |      |
| Grundschule Falkstraße         | Adalbert Falk      | 1893 | Grundschule | Stadt Herford                                       | 254 (Stand 2018)       | Altstädter Feldmark Falkstraße 10                 |      |
| Grundschule Herringhausen      | Herringhausen      |      | Grundschule | Stadt Herford                                       | 200 (Stand 2020)       | Herringhausen Auf der Heide 6                     |      |
| Grundschule Landsberger Straße | Landsberger Straße |      | Grundschule | Stadt Herford                                       | 240 (Stand 2020)       | Neustädter Feldmark Landsberger Straße 19         |      |
| Grundschule Mindener Straße    | Mindener Straße    |      | Grundschule | Stadt Herford                                       |                        | Neustädter Feldmark Mindener Straße 98            |      |
| Grundschule Oberring           | Oberringstraße     | 1976 | Grundschule | Stadt Herford                                       |                        | Neustädter Feldmark Friedenstal Oberringstraße 78 |      |
| Grundschule Radewig            | Radewig            |      | Grundschule | Stadt Herford                                       | 280 (Stand 2020)       | Radewiger Feldmark Diebrocker Straße 94           |      |
| Grundschule Stiftberg          | Stiftberg          |      | Grundschule | Stadt Herford                                       | 270 (Stand 2020)       | Neustädter Feldmark Stiftberg Steinweg 23         |      |
| Wilhelm-Oberhaus-Schule        | Wilhelm Oberhaus   | 1712 | Grundschule | Stadt Herford                                       | über 200 (Stand 2012)  | Neustadt Schulwall 5                              |      |
| Forscherhaus Grundschule       |                    | 2009 | Grundschule | Forscherhaus gemeinnützige Bildungsgesellschaft mbH | 87 (Stand 2019)        | Diebrock Hausheider Straße 124                    |      |

## Weiterführende Schulen
| Name                       | Namensherkunft            | Jahr    | Schulform    | Träger        | Schüler               | Stadtteil Adresse                               | Bild |
| -------------------------- | ------------------------- | ------- | ------------ | ------------- | --------------------- | ----------------------------------------------- | ---- |
| Friedrichs-Gymnasium       | Friedrich II. von Preußen | vor 800 | Gymnasium    | Stadt Herford | etwa 750 (Stand 2023) | Neustädter Feldmark Werrestraße 9               |      |
| Ravensberger Gymnasium     | Grafschaft Ravensberg     | 1868    | Gymnasium    | Stadt Herford | etwa 755 (Stand 2023) | Neustädter Feldmark Werrestraße 10              |      |
| Königin-Mathilde-Gymnasium | Mathilde die Heilige      | 1833    | Gymnasium    | Stadt Herford | etwa 815 (Stand 2023) | Neustädter Feldmark Stiftberg Vlothoer Straße 1 |      |
| Geschwister-Scholl-Schule  | Geschwister Scholl        | 1956    | Realschule   | Stadt Herford | etwa 540 (Stand 2023) | Altstädter Feldmark Wiesestraße 33 a            |      |
| Otto-Hahn-Schule           | Otto Hahn                 | 1914    | Realschule   | Stadt Herford | etwa 500 (Stand 2023) | Radewiger Feldmark Uhlandstraße 16              |      |
| Ernst-Barlach-Schule       | Ernst Barlach             |         | Realschule   | Stadt Herford | etwa 670 (Stand 2023) | Neustädter Feldmark Graf-Kanitz-Straße 11       |      |
| Gesamtschule Friedenstal   | Friedenstal               | 1988    | Gesamtschule | Stadt Herford | etwa 800 (Stand 2023) | Neustädter Feldmark Salzufler Straße 129        |      |

## Berufskollegs
| Name                                                      | Namensherkunft          | Jahr | Schulform                | Träger                                                          | Schüler               | Stadtteil Adresse                         | Bild |
| --------------------------------------------------------- | ----------------------- | ---- | ------------------------ | --------------------------------------------------------------- | --------------------- | ----------------------------------------- | ---- |
| Friedrich-List-Berufskolleg                               | Friedrich List          | 1890 | Berufskolleg             | Kreis Herford                                                   | etwa 2000 (Stand ?)   | Altstädter Feldmark Hermannstraße 7       | 250x |
| Anna-Siemsen-Berufskolleg                                 | Anna Siemsen            |      | Berufskolleg             | Kreis Herford                                                   |                       | Altstädter Feldmark Hermannstraße 9       |      |
| Wilhelm-Normann-Berufskolleg                              | Wilhelm Normann         |      | Berufskolleg             | Kreis Herford                                                   |                       | Altstädter Feldmark Hermannstraße 5       |      |
| Elisabeth-von-der-Pfalz-Berufskolleg                      | Elisabeth von der Pfalz | 2005 | Berufskolleg             | Kirchenkreis Herford                                            | etwa 300 (Stand 2020) | Radewig Löhrstraße 2                      | 250x |
| Berufskolleg am Wilhelmsplatz                             |                         |      | Berufskolleg             | DAA Deutsche Angestellten-Akademie – Wirtschaftsfachschule GmbH | 281 (Stand 2023)      | Neustadt Wilhelmsplatz 6–8                |      |
| Berufskolleg der AWO für das Sozial- und Gesundheitswesen |                         |      | Berufskolleg             | Arbeiterwohlfahrt Ostwestfalen-Lippe                            | 220 (Stand 2022)      | Radewiger Feldmark Am Bahndamm 2          |      |
| Fachschule für Agrarwirtschaft                            |                         | 1865 | Berufskolleg, Fachschule | Landwirtschaftskammer Nordrhein-Westfalen                       |                       | Radewiger Feldmark Ravensberger Straße 6a |      |

## Weitere Schulen
| Name                                                           | Namensherkunft             | Jahr | Schulform                 | Träger                                                         | Schüler           | Stadtteil Adresse                                          | Bild |
| -------------------------------------------------------------- | -------------------------- | ---- | ------------------------- | -------------------------------------------------------------- | ----------------- | ---------------------------------------------------------- | ---- |
| Musikschule Herford                                            |                            | 1970 | Musikschule               | Stadt Herford                                                  | 1724 (Stand 2019) | Radewiger Feldmark Goebenstraße 1                          |      |
| Musikschule Lenze                                              |                            | 1982 | Musikschule               | privat                                                         |                   | Radewiger Feldmark Goltzstraße 22                          |      |
| Musikschule in Herford                                         |                            |      | Musikschule               | privat                                                         |                   | Neustädter Feldmark Nordstadt Mühlentrift 14               |      |
| Pestalozzischule bis 30. Januar 2019 Albert-Schweitzer-Schule  | Johann Heinrich Pestalozzi | 2019 | Förderschule              | Kreis Herford                                                  |                   | Neustadt Schulwall 8                                       |      |
| Volkshochschule im Kreis Herford                               |                            | 1975 | Volkshochschule           | Zweckverband Volkshochschule im Kreis Herford                  |                   | Altstadt Münsterkirchplatz 1                               |      |
| Schulen für Pflegeberufe Herford/Lippe Standort Klinikum       |                            |      |                           | Klinikum Herford Klinikum Lippe                                |                   | Neustädter Feldmark Schwarzenmoorstraße 70                 |      |
| Schulen für Pflegeberufe Herford/Lippe Standort Bildungscampus |                            |      |                           | Klinikum Herford Klinikum Lippe                                |                   | Neustädter Feldmark Stiftberg Mary-Somerville-Boulevard 10 |      |
| Ausbildungsakademie Pflegeleicht                               |                            | 2019 | Erwachsenenbildungsstätte | Bonitas                                                        |                   | Neustädter Feldmark Stiftberg Mary-Somerville-Boulevard 3  |      |
| Rockakademie OWL                                               |                            |      |                           | Westfälischer Kultur- und Medienverein e.V. – Rockakademie OWL |                   | Altstädter Feldmark Hellerweg 2                            |      |

## Ehemalige Schulen
Die Aufstellung der ehemaligen Schulen ist unvollständig, da nicht alle ehemaligen Herforder Schulen bekannt sind.
| Name                       | Namensherkunft        | Jahr               | Schulform                 | Träger                                | Anmerkungen | Stadtteil Adresse                               | Bild |
| -------------------------- | --------------------- | ------------------ | ------------------------- | ------------------------------------- | --- | ----------------------------------------------- | ---- |
| Bürgerschule Wilhelmsplatz | Wilhelm I.            | 1888–1968          | Bürgerschule              | Stadt Herford                         | seit 1968 Wilhelm-Oberhaus-Schule | Neustadt Schulwall 5                            |      |
| Albert-Schweitzer-Schule   | Albert Schweitzer     | 1912–2019          | Förderschule              | Stadt Herford                         | seit 1. Februar 2019 Pestalozzischule | Neustadt Schulwall 8                            |      |
| Grundschule Diebrock       | Diebrock              |                    | Grundschule               | Stadt Herford                         | | Diebrock Hausheider Straße 124                  |      |
| Hauptschule Diebrock       | Diebrock              |                    | Hauptschule               | Stadt Herford                         | seit 2009 Forscherhaus Grundschule | Diebrock Hausheider Straße 124                  |      |
| Bürgerschule Friedenstal   | Friedenstal           | 1897–1968          | Bürgerschule, Volksschule | Stadt Herford                         | Ecke Salzufler Straße/Friedenstalstraße 1897 eröffnet als Bürgerschule Stiftberg III, letzte und kleinste der Herforder Bürgerschulen 1904 Bürgerschule Friedenstal, später Volksschule Friedenstal 1962 Neubau Im Bramschenkamp/Salzufler Straße 123 1968 Hauptschule 1988 Gesamtschule | Neustädter Feldmark Friedenstal                 |      |
| Hauptschule Friedenstal    | Friedenstal           | 1968–1988          | Hauptschule               | Stadt Herford                         | siehe unter Bürgerschule Friedenstal | Neustädter Feldmark Friedenstal                 |      |
| Volksschule In der Ottelau | Straße In der Ottelau |                    | Volksschule               | Stadt Herford                         | [ 5 ] | Neustädter Feldmark Marienburger Straße 10      |      |
| Hauptschule In der Ottelau | Straße In der Ottelau |                    | Hauptschule               | Stadt Herford                         | seit 2008 Mehrgenerationenhaus Alte Schule Ottelau | Neustädter Feldmark Marienburger Straße 10      |      |
| Grundschule Meierfeld      | Straße Meierfeld      | 1961–1968          | Grundschule               | Stadt Herford                         | | Neustädter Feldmark Meierfeld 15                |      |
| Hauptschule Meierfeld      | Straße Meierfeld      | 1968–31. Juli 2018 | Hauptschule               | Stadt Herford                         | | Neustädter Feldmark Meierfeld 15                |      |
| Katholische Volksschule    |                       | 1712–1968          | Volksschule               |                                       | | Neustadt Komturstraße                           |      |
| Hauptschule Elverdissen    | Elverdissen           | 1968–              | Hauptschule               | Stadt Herford                         | | Elverdissen Brandheidestraße 6                  |      |
| Volksschule Schwarzenmoor  | Schwarzenmoor         | 1907–1973/74       | Volksschule               | Stadt Herford                         | ab 1968 Grundschule | Schwarzenmoor                                   |      |
| Alte Schule der Abtei      |                       |                    |                           |                                       | | Altstadt Münsterkirchplatz                      |      |
| Lister School              |                       | 1952–2015          | Grundschule               | Britische Streitkräfte in Deutschland | Seit 1. Oktober 2020 befindet sich in dem Gebäude auf dem Bildungscampus Herford ein Standort der Schulen für Pflegeberufe Herford/Lippe | Neustädter Feldmark Stiftberg Wentworth-Kaserne |      |
| Handelsschule Dr. Kohlhase |                       | 1955–              | Handelsschule             | privat                                | Aus der privaten Handelsschule wurde das Berufskolleg am Wilhelmsplatz (siehe unter Berufskollegs) | Radewiger Feldmark Goebenstraße 2               |      |
| Musikschule Söllner        |                       | bis 2015           | Musikschule               | privat                                | | Radewiger Feldmark Engerstraße 29               |      |

## Hochschulen
| Name                                                                       | Jahr | Hochschulform  | Träger                            | Studierende      | Stadtteil Adresse                                          | Bild |
| -------------------------------------------------------------------------- | ---- | -------------- | --------------------------------- | ---------------- | ---------------------------------------------------------- | ---- |
| Hochschule für Kirchenmusik                                                | 1948 | Hochschule     | Evangelische Kirche von Westfalen | 58 (Stand 2019)  | Neustädter Feldmark Parkstraße 6                           |      |
| Hochschule für Finanzen Nordrhein-Westfalen Außenstelle Herford            | 2017 | Fachhochschule | Land NRW                          | 400 (Stand 2020) | Neustädter Feldmark, Stiftberg Mary-Somerville-Boulevard   |      |
| Technische Hochschule Ostwestfalen-Lippe Studienort Herford                | 2022 | Fachhochschule | Land NRW                          | 30 (Stand 2022)  | Neustädter Feldmark, Stiftberg Mary-Somerville-Boulevard 4 |      |
| Fernuniversität Hagen Studienzentrum Herford                               |      | Universität    | Land NRW                          |                  | Altstadt Münsterkirchplatz 1                               |      |
| Hamburger Fernhochschule Studienzentrum Herford                            | 1998 | Hochschule     | Deutsche Angestellten-Akademie    |                  | Neustadt Wilhelmsplatz 6                                   | 250x |
| Universitätsklinikum der Ruhr-Universität Bochum Standort Klinikum Herford | 2016 | Universität    | Land NRW                          |                  | Neustädter Feldmark Schwarzenmoorstraße 70                 |      |